# ACM Computing Classification System
Комп'ютерна система класифікації ACM — це система класифікації для обчислювальної техніки, створена Асоціацією обчислювальної техніки.  

## Історія
Перша версія була опублікована в 1964 році, наступні версії з'явилися у 1982, 1983, 1987, 1991, 1998 роках, а сучасна версія у 2012 році. 

## Будова
ACM Computing Classification System(версія 2012 року) зазнала революційних змін у деяких областях, наприклад, у "Програмному забезпеченні", яке зараз називається "Програмне забезпечення та його інженерія", яке складається з трьох складових: 
- Організація та властивості програмного забезпечення. Стосується властивостей самого програмного забезпечення.
- Нотації та інструменти програмного забезпечення. Охоплює мови програмування та інші інструменти для написання програм.
- Створення та управління програмним забезпеченням. Охоплює діяльність людини, включаючи управління програмним забезпеченням.

Вона ієрархічно структурована у чотири рівні. Так, наприклад, одна гілка ієрархії містить: 
Методи обчислення  
Штучний інтелект
Представлення знань та міркування
Онтологічна інженерія

## Дивитися також
- Математична предметна класифікація (MSC)
- Система класифікації для фізики та астрономії (PACS)
- arXiv